# Andrés Laguna

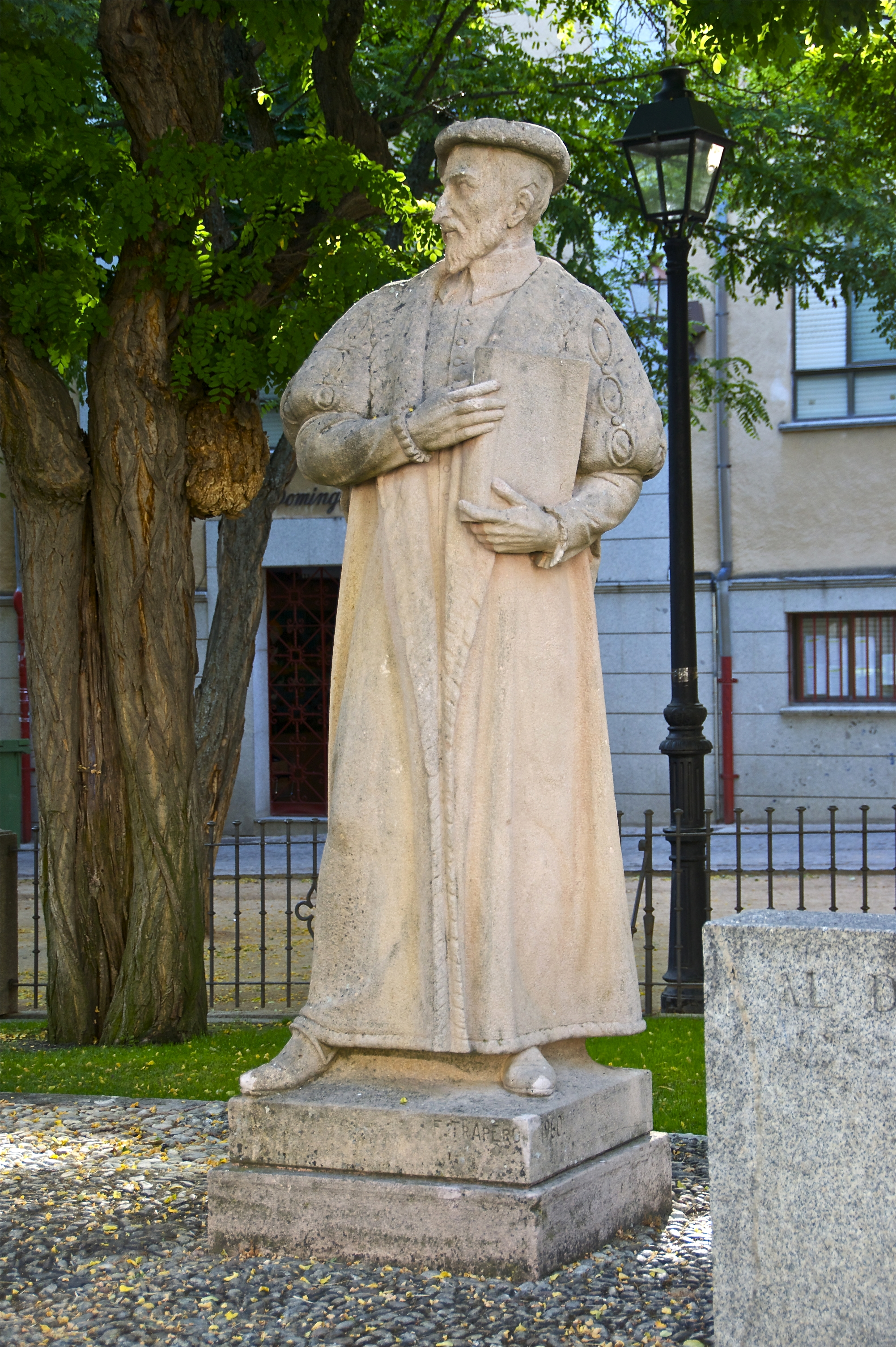
sa statue à Ségovie, sa ville natale.

Andrés Laguna de Segovia (Ségovie 1499 - Guadalajara 1559), médecin, pharmacologue, botaniste, philosophe, penseur politique et humaniste espagnol du XVIe siècle.

## Biographie
Fils d'un médecin juif converti, Andrés Laguna de Segovia étudia deux ans à l'Université de Salamanque puis se rendit à Paris pour y étudier la médecine et les arts. Il étudia aussi les langues classiques pour pouvoir aborder Dioscoride dans sa langue originale.
Il voyagea en Angleterre, vécut aux Pays-Bas pendant deux ans, s'installa à Metz pour cinq ans comme médecin de la ville, puis fut nommé docteur de l'Université de Bologne, où il séjourna pendant neuf ans en tant que médecin du pape Jules III. Il résida à nouveau aux Pays-Bas pendant trois ans puis retourna en Espagne vers la fin de l'année 1557.
Il devint alors le médecin de Charles Quint et de Philippe II et collabora avec l'Université d'Alcalá de Henares. Il fit usage de son influence pour promouvoir la création du Jardin botanique royal de Madrid.
Andrés Laguna de Segovia mourut probablement à Guadalajara et fut inhumé dans l'église de San Miguel à Ségovie.

## Œuvres

Epitomes omnium Galeni Pergameni operum, 1553

Il traduisit et commenta amplement le De Materia Medica de Dioscoride en Castillan sous le titre Annotationes in Dioscoridem Anazarbeum accompagné de xylographies. Texte qui, jusqu'au XVIIIe siècle, fut réédité vingt-deux fois. Il écrivit un traité d'anatomie Método anatómico, un traité sur la peste De la perseveración de la peste y su curación, quelques textes sur la diététique, et plusieurs livres dédiés à Galien, Epítome de las obras de Galeno et la Vida de Galeno.
Ses intérêts portaient aussi sur la pensée politique, il traduisit et commenta quelques dialogues de Cicéron Las cuatro elegantísimas y gravísimas oraciones de Cicerón contra Catilina, ceux de Lucien de Samosate, quelques livres d'Aristote sur les Vertus et l'histoire philosophique de Galien. Un discours donné à Cologne et publié en 1543, Europa heautentimorumene es decir, que míseramente a sí misma se atormenta y lamenta su propia desgracia offre une vision européiste proche de l'idée moderne d'Europe unie et pacifique. Marcel Bataillon attribue à cet auteur le Viaje de Turquía, œuvre qui, bien avant Montesquieu, critique les mœurs occidentales au travers d'un voyage en Turquie.